# Marian McPartland at the Hickory House
Marian McPartland at the Hickory House — студийный альбом американской пианистки Мэриэн Макпартлэнд, выпущенный в 1955 году на лейбле Capitol Records. На записи присутствуют басист Билл Кроу и барабанщик Джо Морелло. Репертуар альбома исполнялся Макпартлэнд во время её долгой работы в качестве лидера трио в джаз-клубе Hickory House.

## Отзывы критиков
| Оценки критиков                   | Оценки критиков |
| Источник                          | Оценка          |
| --------------------------------- | --------------- |
| AllMusic                          | [ 1 ]           |
| The Encyclopedia of Popular Music | [ 4 ]           |

В своём ретроспективном обзоре Кен Драйден из AllMusic отметил, что «Lush Life» — раннее свидетельство мастерства Макпартлэнд в исполнении баллад.

## Список композиций
1. «I Hear Music» (Бертон Лэйн, Фрэнк Лессер) — 3:35
2. «Tickle-Toe» (Лестер Янг) — 2:58
3. «Street of Dreams» (Виктор Янг, Сэм М. Льюис) — 2:11
4. «How Long Has This Been Going On» (Джордж Гершвин, Айра Гершвин) — 4:07
5. «Let’s Call the Whole Thing Off» (Джордж Гершвин, Айра Гершвин) — 2:45
6. «Lush Life» (Билли Стрейхорн) — 3:01
7. «Mad About the Boy» (Ноэл Кауард) — 2:35
8. «Love You Madly» (Дюк Эллингтон) — 3:57
9. «Skylark» (Хоги Кармайкл, Джонни Мерсер) — 3:17
10. «Ja-Da» (Боб Карлтон) — 3:07
11. «I’ve Told Ev’ry Little Star» (Джером Керн, Оскар Хаммерстайн II) — 2:55
12. «Moon Song» (Сэм Кослоу, Артур Джонстон) — 3:19

## Участники записи
- Мэриан Макпартлэнд — фортепиано
- Билл Кроу — басс
- Джо Морелло — ударные
- Джордж Кутзен — виолончель (треки 3, 11)
- Рут Негри — Арфа (треки 7, 11)

Все данные взяты из примечаний к альбому.